# Campeonato Potiguar 1952
In 1952 werd het 33ste Campeonato Potiguar gespeeld voor voetbalclubs uit de Braziliaanse staat Rio Grande do Norte. De competitie werd gespeeld van 27 juli tot 22 december en georganiseerd door de FNF. América de Natal werd de kampioen.

## Eindstand
| Plaats | Club              | Wed. | W  | G | V | Saldo | Ptn. |
| ------ | ----------------- | ---- | -- | - | - | ----- | ---- |
| 1.     | América de Natal  | 10   | 10 | 0 | 0 | 33:5  | 20   |
| 2.     | Santa Cruz        | 10   | 7  | 1 | 2 | 21:10 | 15   |
| 3.     | Riachuelo         | 10   | 3  | 1 | 6 | 15:17 | 7    |
| 4.     | Atlético Potiguar | 9    | 3  | 0 | 6 | 9:29  | 6    |
| 5.     | Alecrim           | 8    | 2  | 1 | 3 | 7:13  | 5    |
| 6.     | Potiguar          | 9    | 1  | 1 | 7 | 11:21 | 3    |

|  | Kampioen |

## Kampioen
| Campeonato Potiguar de 1952           |
| Rio Grande do Norte                   |
| ------------------------------------- |
| AMÉRICA DE NATAL Kampioen (13° titel) |